# Wieleń

Wieleńs vapen.

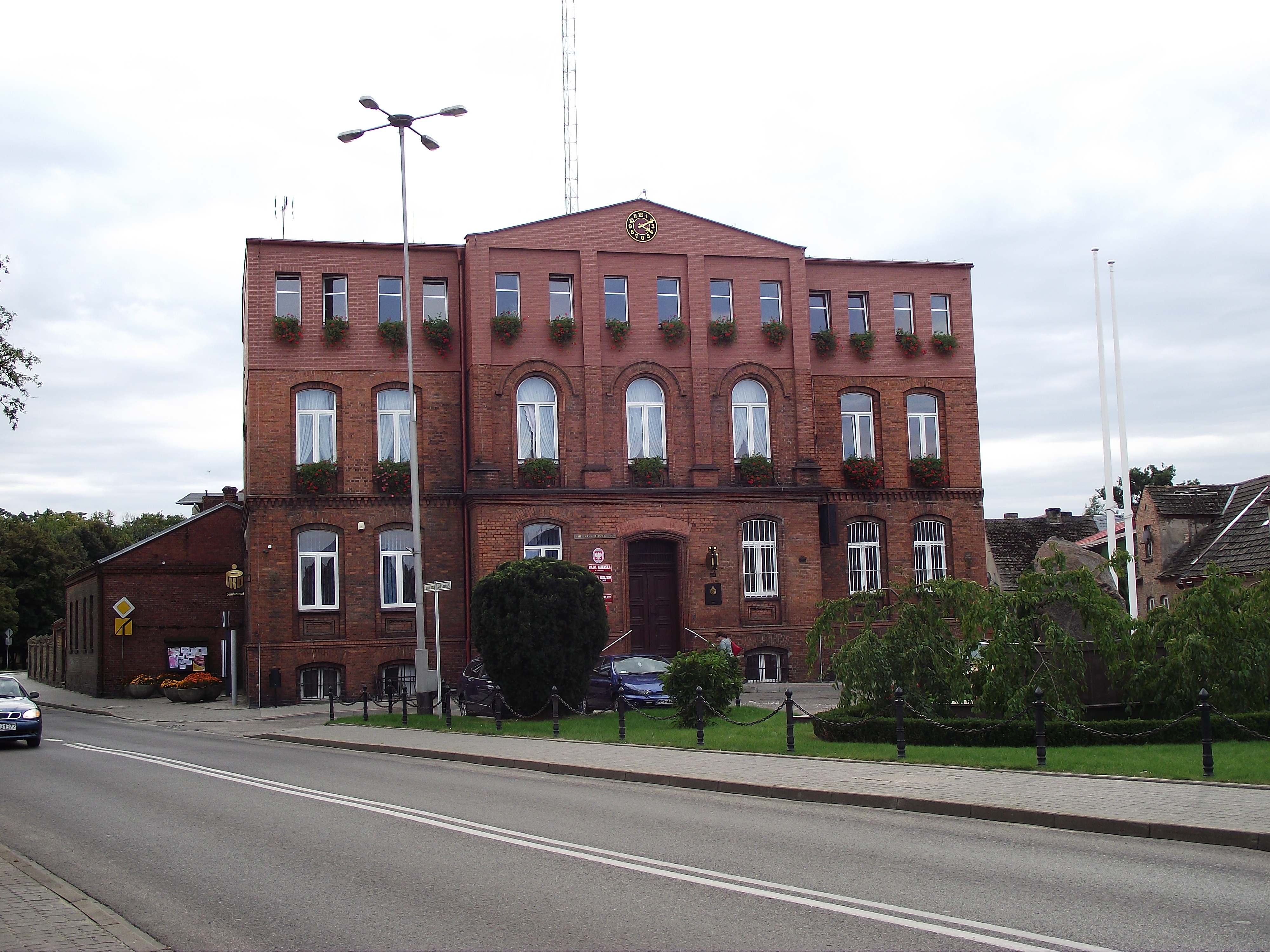
Wieleńs rådhus.

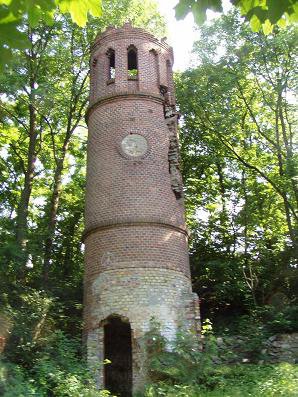
Bismarcktornet i Wieleń.

Wieleń (tyska Filehne, 1927–1939 Deutsch Filehne) är en stad i Storpolens vojvodskap i västra Polen. Wieleń, som för första gången nämns i ett dokument från år 1108, hade 6 021 invånare år 2013. 

## Geografi
Wieleń ligger vid floden Noteć, mellan grannstäderna Krzyż Wielkopolski 14 km västerut och Czarnków 27 km österut. Den historiska stadskärnan ligger på flodens södra sida.

## Historia
Orten omnämns första gången 1108 i skrift. Orten uppstod omkring ett pommerskt gränsfäste på en ö i Noteć, och omkring år 1100 omnämns  Gnevomir av Tscharnikau som borgherre till Filehne. Borgen belägrades av Boleslav III av Polen och kom trots hårt motstånd slutligen att tvingas ge upp, varvid försvararna trots löfte om att skonas kom att dödas till sista man. Boleslav befäste borgen och lät den bli administrativt centrum för ett borglän. Med stöd av cistercienserklostret i Leubus kom området från 1226 att genomgå en omfattande inflyttning av tyska bosättare. Staden Filehne fick stadsrättigheter enligt tysk förebild och är en av de äldsta städerna i regionen. Borg- och länsherrarna växlade ofta under senmedeltiden. 1524 var borgen en polsk kunglig tullplats och i slutet av 1500-talet användes borgen av släkten Gorka som tillflykt för protestanter.
Fram till 1772 tillhörde orten Poznańs vojvodskap i Polen-Litauen. Efter Polens första delning annekterades regionen av kungadömet Preussen, och på 1780-talet sålde adelssläkten Sapieha borgen med ägor till släkten Blankensee. Vid denna tid var textilindustri, snörtillverkning och knypplad spets viktiga näringar i staden. Den hade vid denna tid en katolsk kyrka, en protestantisk kyrka och en synagoga.
Under det polska upproret i provinsen Posen 1848 anhöll staden om att anslutas till provinsen Västpreussen och deltog i församlingen i Schneidemühl den 9 april. Fram till 1919 var staden administrativt säte för Landkreis Filehne i Regierungsbezirk Bromberg i provinsen Posen. Genom Versaillesfreden kom mitten av Notećs strömfåra att utgöra ny gräns mellan Tyskland och Polen, så att staden under mellankrigstiden var delad. Under denna tid var stadens norra utkanter fortsatt kända under det tyska namnet Filehne medan de södra delarna av staden med den äldre innerstaden under namnet Wieleń tillhörde Polen, som del av Powiat czarnkowski i Poznańs vojvodskap i den andra polska republiken. De tyska delarna blev 1919 del av Netzekreis i Grenzmark Posen-Westpreussen. Från tysk sida uppmuntrades nybyggnation på den tyska sidan, och 23 december 1927 blev stadens norra del en självständig kommun under namnet Deutsch Filehne, som 1937 åter förkortades till Filehne.
Efter den tyska ockupationen av Polen under andra världskriget kom stora delar av den återstående tyska befolkningen att fly staden i slutet av januari 1945, då Röda armén intog staden. Området kom att tillfalla Polen enligt Potsdamöverenskommelsen. Hösten 1945 fördrevs de kvarvarande tysktalande från staden, och under följande år kom polska nybyggare och flyktingar att slå sig ner i området.
Under perioderna 1945 till 1954 och åter 1973 till 1976 var de norra tidigare tyska stadsdelarna en självständig kommun under namnet Gmina Wieleń Północny, innan de åter uppgick i staden. Orten tillhörde 1975–1998 Piłas vojvodskap och är sedan den administrativa reformen 1999 del av Powiat czarnkowsko-trzcianecki i Storpolens vojvodskap.

## Kommunikationer
Från staden utgår fyra regionala landsvägar:
- DW 135: Nowe Kwiejce–Miały–Wieleń,
- DW 174: Czarnków–Krzyż Wielkopolski–Drezdenko,
- DW 177: Czaplinek–Mirosławiec–Człopa–Wieleń, samt
- DW 181: Czarnków–Drawsko–Drezdenko.

Stadens tidigare norra station, Wieleń Północny, är idag den enda järnvägsstation i staden som fortfarande är i drift och ligger på linjen mellan Kostrzyn nad Odrą och Tczew, den tidigare preussiska östbanan. Den södra stationen Wieleń Południowy är sedan 1993 nedlagd.

## Administrativ indelning
I Wieleńs stads- och landskommun ingår 32 byar. Tyska ortnamn redovisas inom parentes.
| - Bęglewo - Biała - Brzezinki - Brzeźno (Briese) - Dębogóra (Eichberg) - Dzierżążno Małe (Klein Drensen) - Dzierżążno Wielkie (Groß Drensen) - Folsztyn (Follstein) - Gieczynek (Hansfelde) - Gulcz - Hamrzysko - Herburtowo (Ehrbardorf) - Jaryń (Gerrin) - Jeleniec - Kałądek (Ludwigsdorf) - Kocień Wielki (Groß Kotten) | - Kuźniczka (Kottenhammer) - Lipinki (Puhlsteerofen) - Łaski (Alt Latzig) - Marianowo (Mariendorf) - Mężyk (Mensik) - Miały (Miala) - Mniszek (Mischke) - Nowe Dwory (Neuhöfen) - Ogrodzieniec (Tiergarten) - Osina - Potrzebowice (Nothwendig) - Rosko (1943–1945 Roskau) - Siklawa - Wrzeszczyna (Wreschin) - Zawada - Zielonowo (Grünfier) |